# Selektiver Estrogenrezeptormodulator
Selektive Estrogenrezeptormodulatoren (SERM) sind Wirkstoffe, die ihre Wirkung über Estrogenrezeptoren vermitteln. Sie gehören zu den Antiestrogenen und werden als Arzneistoffe eingesetzt.
Die selektiven Estrogenrezeptormodulatoren sind chemisch unterschiedliche Verbindungen, die nicht wie die Estrogene über eine Steroid-Struktur verfügen. Zu ihnen gehören unter anderem Clomifen, Raloxifen, Tamoxifen, Toremifen, Bazedoxifen, Lasofoxifen und Ormeloxifen. Diese Stoffe werden insbesondere bei der Behandlung von Unfruchtbarkeit der Frau, Brustkrebs, Osteoporose und Endometriose eingesetzt.
Unter dem Markennamen Saheli wird Ormeloxifen seit 1992 in Indien als hormonfreie Anti-Baby-Pille vertrieben. Einmal wöchentlich eingenommen liegt der Pearl-Index unterhalb 2, da das Einnisten der befruchteten Eizelle verhindert wird.
Seit einiger Zeit ist bekannt, dass die verwendeten Stoffe nicht alle Estrogenrezeptoren hemmen. Man unterscheidet Estrogenrezeptoren vom Alpha- (ERα) und Beta-Typ (ERβ). Die ERα-Rezeptoren finden sich in der Brust, Gebärmutter, Hypophyse und Hypothalamus. Die ERβ-Rezeptoren sind dagegen in den Knochen, Gefäßen, Hippokampus und höheren Zentren des Zentralnervensystems zu finden. Raloxifen hemmt z. B. die ERα-Rezeptoren und stimuliert gleichzeitig die ERβ-Rezeptoren, so dass Brustkrebswachstum gehemmt wird, ohne dabei die schützende Estrogenwirkung auf die Knochen aufzuheben. Deshalb spricht man von selektiven Östrogenrezeptormodulatoren.
Vergleiche auch Antiandrogene